# Secret Harbour
Secret Harbour är en del av en befolkad plats i Australien. Den ligger i kommunen Rockingham och delstaten Western Australia, omkring 51 kilometer söder om delstatshuvudstaden Perth. Antalet invånare är 5 657.
Runt Secret Harbour är det ganska tätbefolkat, med 104 invånare per kvadratkilometer.. Närmaste större samhälle är Mandurah, omkring 14 kilometer söder om Secret Harbour. 
Trakten runt Secret Harbour består till största delen av jordbruksmark. Genomsnittlig årsnederbörd är 1 018 millimeter. Den regnigaste månaden är maj, med i genomsnitt 176 mm nederbörd, och den torraste är februari, med 9 mm nederbörd.